# 劉遵
劉遵（りゅう じゅん、生年不詳 - 535年）は、南朝梁の官僚・文人。字は孝陵。本貫は彭城郡彭城県安上里。

## 経歴
斉の太常の劉悛（劉絵の兄）の子として生まれた。若くして上品で美しく、学問と品行があり、文章を作るのを得意とした。著作郎・太子舎人を初任とした。晋安王蕭綱の下で宣恵府と雲麾府の記室を歴任し、礼遇を受けた。後に南徐州治中に転じた。普通4年（523年）、蕭綱が雍州刺史となると、劉遵は再び召し出されて安北諮議参軍となり、邔県県令を兼ねた。中大通3年（531年）、蕭綱が皇太子に立てられると、劉遵は太子中庶子に任じられた。蕭綱の藩王時代から随従していたため、その寵遇ぶりは当時に及ぶ者もなかった。大同元年（535年）、在官のまま死去した。編著に『梁東宮四部目録』4巻があった。詩は「相逢狭路間」「従頓還城応令城」「度関山」など9首が現存する。

## 伝記資料
- 『梁書』巻41 列伝第35
- 『南史』巻39 列伝第29